# Crassocephalum coeruleum
Crassocephalum coeruleum là một loài thực vật có hoa trong họ Cúc. Loài này được (O.Hoffm.) R.E.Fr. mô tả khoa học đầu tiên năm 1916.